# اكينجي (أديامان)
اكينجي (بالكردية: Koşun‏) (بالتركية: Ekinci)‏ هي قرية كرديّة رشوانيّة تتبع إداريّاً لمديرية أديامان في محافظة أديامان التركية الواقعة في جنوب شرق الأناضول. وبلغ عدد سكانها 62 نسمة في عام 2021.